# 富圖納島 (瓦利斯和富圖納)
富圖納島（法語：Futuna）是瓦利斯和富圖納群島的島嶼，位於太平洋南部海域、薩摩亞以西，屬於霍倫群島的一部分，長14.7公里、寬5.3公里，面積46.28平方公里，最高點海拔高度524米，2010年人口約5,000人。